# Mauro Bellugi
Pour les articles homonymes, voir Bellugi.
Mauro Bellugi, né le 7 février 1950 à Buonconvento, et mort le 20 février 2021 à Milan, est un ancien footballeur international italien, qui évoluait au poste de défenseur.

## Biographie
Mauro Bellugi, formé à l'Inter Milan, joue avec son club formateur au niveau professionnel de 1969 à 1974, remportant la Série A en 1971. Il évolue de 1974 à 1979 au Bologne FC, de 1979 à 1980 au SSC Naples et de 1980 à 1981 à l'US Pistoiese.
Il joue également pour l'équipe d'Italie, comptant 32 sélections et participant aux Coupes du monde 1974 et 1978 ; les Italiens sont respectivement éliminés au premier tour et quatrièmes. Il fait partie du groupe terminant quatrième de l'Euro 1980, mais il ne joue aucun match.
Il devient par la suite entraîneur adjoint de l'US Pistoiese de 1981 à 1982, puis polémiste pour l'émission Diretta stadio... ed è subito goal! (it) sur 7 Gold.
À l'âge de 70 ans, il subit une amputation des deux jambes en raison de complications liées à la Covid-19. Il meurt le 20 février 2021 de complications dues au virus.

## Palmarès
- Série A
  - Champion en 1970-1971
  - Vice-champion en 1969-1970